# Dorothea Buck
Dorothea Buck, född 5 april 1917, död 9 oktober 2019 i Hamburg, var en tysk författare och skulptör, diagnostiserad med schizofreni vid 19 års ålder.
Hon var ett offer för nazismen och tvingades att steriliseras. Efter det arbetade hon för rättigheter för människor med psykisk ohälsa och för reform av psykiatrin.

## Biografi
Dorothea Buck föddes i april 1917 i Naumburg an der Saale, där hon växte upp. Hon var det fjärde av fem barn.
1936 diagnostiserades hon med schizofreni vid det psykiatriska sjukhuset Bodelschwinghsche Anstalten Bethel. Hon behandlades med kalla bad och tortyrliknande behandling för att "disciplineras". Den 18 september 1936 steriliserades hon mot sin vilja, i enlighet med nazisternas "lag för prevention av ärftligt sjuk avkomma".
Efter andra världskriget började Buck arbeta som skulptör. Från 1969 till 1982 arbetade hon som konstlärare i Hamburg.
Efter hennes sista behandling inom psykiatrin, i början av 1960-talet, började hon arbeta för reform av psykiatrisk vård. Hon ville att patienter ska få mer makt över sina liv och sin behandling, att psykiater ska prata med människor och inte behandla dem som själfria föremål och att personer med psykoser bör försöka förstå sina symtom, snarare än att medicinera bort dem.
1990 gav hon ut självbiografin Auf der Spur des Morgensterns (I morgonstjärnans spår).
Buck dog i Hamburg i oktober 2019, 102 år gammal. Alexandra Pohlmeier gjorde en dokumentär om hennes liv: The sky and beyond - on the trail of Dorotea Buck. 